# Валбжих
Ва́лбжих (пол. Wałbrzych, нім. Waldenburg, чеськ. Valdenburk або Valbřich) — місто в південно-західній Польщі, на річці Пелчниця.
Адміністративний центр Валбжиського повіту Нижньосілезького воєводства.
Населення — 123 635 (2007), в агломерації — 440 000.
До адміністративної реформи 1999 року місто було центром Валбжиського воєводства.

## Географія
Валбжих розташований у Центральній Європі, у Нижній Сілезії, у Центральних Судетах. Північна частина міста розташована на Валбжиському передгір'ї, а південна — на Валбжиських горах і у Валбжиській долині.
Зі сходу на захід територія міста простягається на приблизно 12 км, а з півночі на південь — на 22 кілометри. Найвищою точкою на теренах міста є гора Борова, висота якої складає 853 м над рівнем моря, найнижчою — долина річки Пелчниці, 315 м над рівнем моря.

## Походження назви
Німецька назва міста Waldenburg перекладається як «лісовий город». Раніше також вживалися діалектичні назви Walmbrich, Walbrich. Окрім того, на основі німецької назви міста утворилися чеські варіанти — Valdenburk та Valbřich. Власне, саме від останньої, швидше всього, походить сучасна польська назва міста — Wałbrzych, яку воно отримало разом із приєднанням до Польщі у 1945 році.

## Історія
Поселення на території сучасного міста ймовірно виникло ще у часи раннього Середньовіччя.
Перша згадка про поселення припадає на 1305 рік, коли Waldeberc було згадано у документі вроцлавського єпископа. Вважається, що міські права поселення отримало близько 1400 року, однак вперше в якості міста Валбжих було згадано у 1426 році. На той час Валбжих перебував у приватній власності. У 1492 році Валбжих став власністю родини фон Четріц та належав їм упродовж наступних майже 250 років.
На межі XV і XVI століть розвиток міста уповільнився, що було зумовлено гуситськими війнами за Сілезію, діяльністю в околицях груп розбійників та епідеміями.
Відновлення економічного розвитку міста настало у XVI столітті та було пов'язане із ткацтвом: спершу місцеві ремісники належали до цеху у Свідниці, але вже у 1601 році у місті було засновано власний цех. Ще одним напрямком господарського розвитку міста стала гірнича справа. Так, спроби видобутку кам'яного вугілля здійснювалися тут ще з 1529 року, а у 1604 році тодішній власник Валбжиха — Діппольд Четриц, видав перше право гірниче.
У 1738 році власниками міста стала родина Хохбергів, які у той час проживали у замку «Князь».
Після чергового складного періоду у розвитку міста, пов'язаного з Наполеонівськими війнами, на початку XIX настав період його розквіту: відбувалась стрімка індустріалізація міста, до нього було проведено гілку залізниці, було споруджено багато будівель, закладено трамвайні колії. У 1818 році свою діяльність розпочала механічна прядильна фабрика, у 1820 році — фабрика машин «Huta Karol», у 1829 році — фабрика порцеляни «Krister», у 1845 році — фабрика порцеляни «Tielsch», у 1868 році — гута скла. У 1838 році у Валбжиху було засновано гірничу школу. Окремі з заснованих у той час підприємств функціонують до сьогодні.
Також на початку XIX століття, у 1808 році, внаслідок едикту прусського короля, який забороняв існування приватних міст, Валбжих було відібрано у родини Хохбергів, а вже у 1818 році місто отримало статус повітового.
У 1863 році було споруджено міську газову станцію, що дозволило забезпечити повсюдне вуличне освітлення, а вже у 1892 році — у Валбжиху було споруджено першу електростанцію. У 1898 році почала працювати велика електростанція, яка забезпечувала електрикою все місто та його околиці, тоді ж рушили перші електричні трамваї.
Під час Першої світової війни та у Міжвоєнний період місто розвивалося як осередок вугільної та важкої промисловості та розросталося територіально.

### Після Другої світової війни
Місто майже не постраждало під час Другої світової війни. 8 травня 1945 року його зайняла Червона армія. Невдовзі німецьке населення міста було виселено, а до Валбжиха почали прибувати польські поселенці, у тому числі з території України.
Після завершення Другої світової війни, місто продовжило розростатися територіально: до нього було приєднано низку навколишніх населених пунктів, будувалися нові житлові мікрорайони. Також відбувався інтенсивний розвиток міста, як промислового та гірничовидобувного центру.
У повоєнний час було прийнято рішення замінити трамваї на тролейбуси, а ті, згодом на автобуси.
У 1975 році, внаслідок адміністративно-територіальної реформи, Валбжих став центром воєводства.
Після 1990 року, внаслідок суспільно-економічних змін, які відбулися в Польщі, було розпочато процес ліквідації шахт, що боляче вдарило по населенню міста.
В 1997 році на території міста було створено Валбжиську спеціальну економічну зону.
В районі міста Любехув у серпні 2015, ймовірно, знайшли «золотий потяг» — бронепоїзд з часів ІІ світової війни, у якому є велика кількість золота, діамантів та зброї.
Впродовж останніх років місто почало активно розвиватися як туристичний центр, що насамперед пов'язано із тим, що на території міста знаходиться замок «Князь».

## Демографія
Демографічна структура населення станом на 31 березня 2011 року:
|          | Загалом | Допрацездатний вік | Працездатний вік | Постпрацездатний вік |
| -------- | ------- | ------------------ | ---------------- | -------------------- |
| Чоловіки | 57005   | 6872               | 40807            | 36666                |
| Жінки    | 63710   | 9007               | 37544            | 17159                |
| Разом    | 120715  | 18333              | 78351            | 24031                |

## Пам'ятки
- Замок «Князь»;
- Замок «Старий Князь»;
- Замок «Новий двір»;
- Пальмярня;

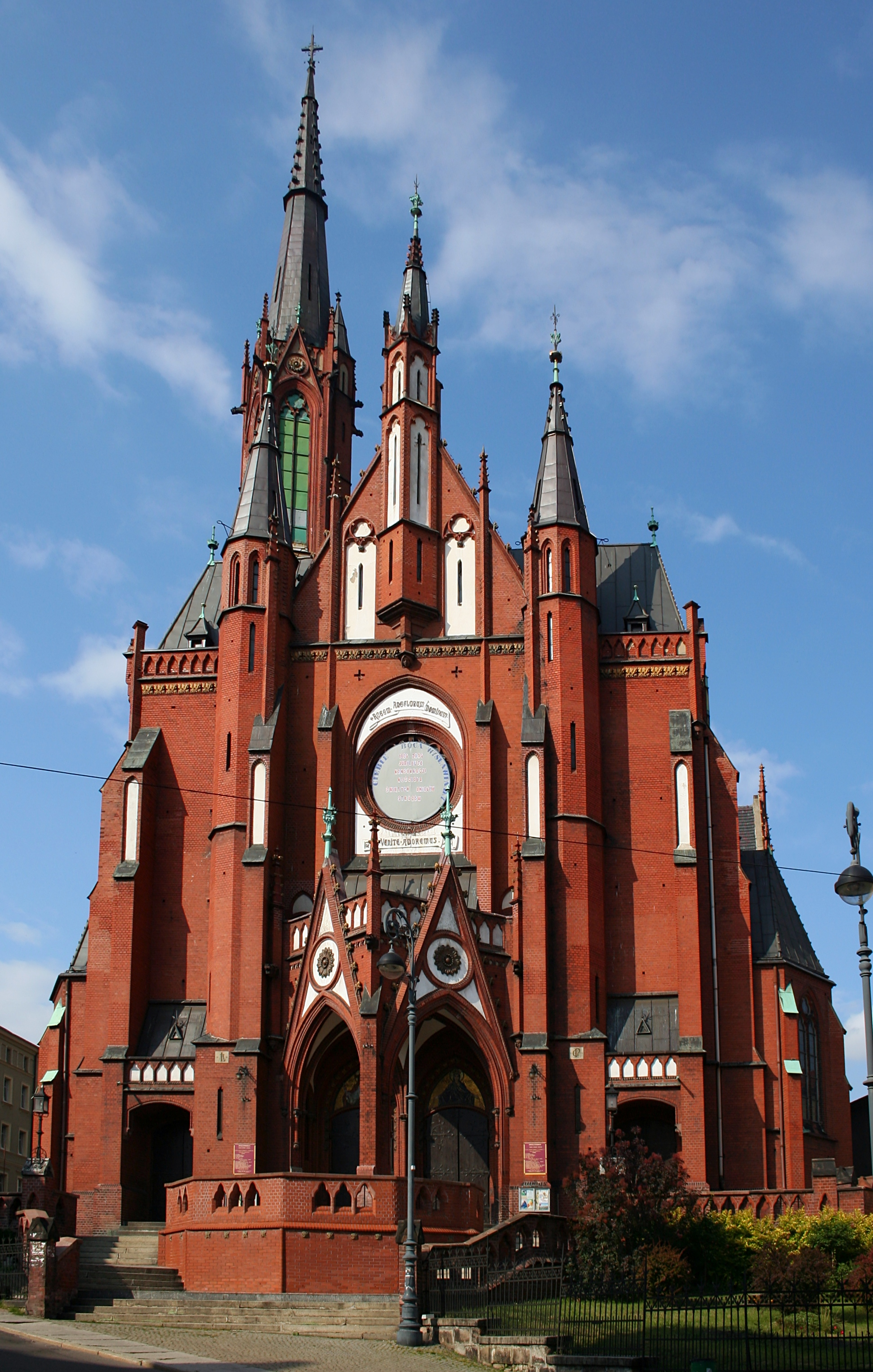
Колегіата Найсвятішої Діви Марії Скорботної та святих Ангелів Охоронців

- Старе місто як урбаністичний уклад з XII, XV, XIX і XX століть;
- Ратуша, XIX — початку XX століття;
- Палац Т'єльша, 1860 року;
- Палац Альберті, 1800—1803 років — в наш час тут знаходиться Музей порцеляни;
- Замковий комплекс Четріців, XVII—XIX століть;
- Шахта кам'яного вугілля «Юлія» — в наш час тут розміщується Центр науки і мистецтва «Стара Копальня» ;
- Мавзолей, 1936—1938 років.

Храми

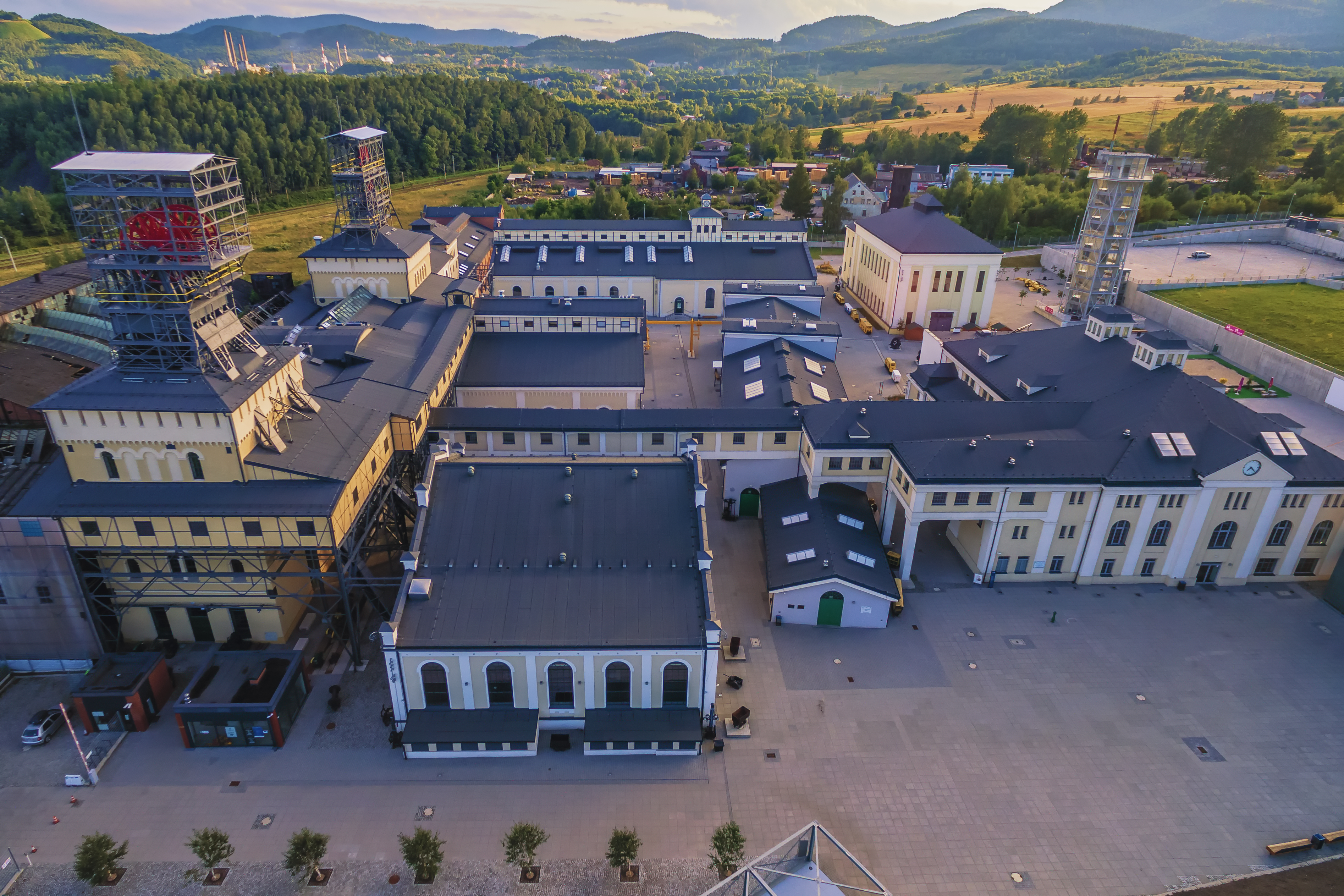
Стара Копальня

- Колегіата Найсвятішої Діви Марії Скорботної та святих Ангелів Охоронців та зальний костел, 1898—1904 років;
- Костел Божої Матері Скорботної, побудований у XIV столітті, ґрунтовно перебудований у 1714—1718 роках;
- Парафіяльний костел святого Юрія, 1894—1898 років;
- Парафіяльний костел святого Йозефа, 1908—1910 років;
- Парафіяльний костел Воскресіння Господнього, 1867—1870 років;
- Євангелістський костел, за проєктом Карла Готхарда Ланґганса, 1785—1788 років.

## Наука і освіта
- Державний університет — Вища технічна школа ім. Анґелуса Сілезіуса (Państwowa Wyższa Szkoła Zawodowa im. Angelusa Silesiusa). У складі з наступними інститутами і факультетами: іноземні мови (англістика, германістика), педагогіка, політологія, полоністика, туризм, менеджмент.
- Приватна вища школа економіки та менеджменту.

## Міста-побратими
- Градець-Кралове, Чехія (1991)
- Фрайберг, Німеччина (1991)
- Тула, Росія (1991)
- Ястарня, Польща (1997)
- Фоджа, Італія (1998)
- Гзіра, Мальта (2000)
- Ванн, Франція (2001)
- Борислав, Україна (2009)

## Відомі люди

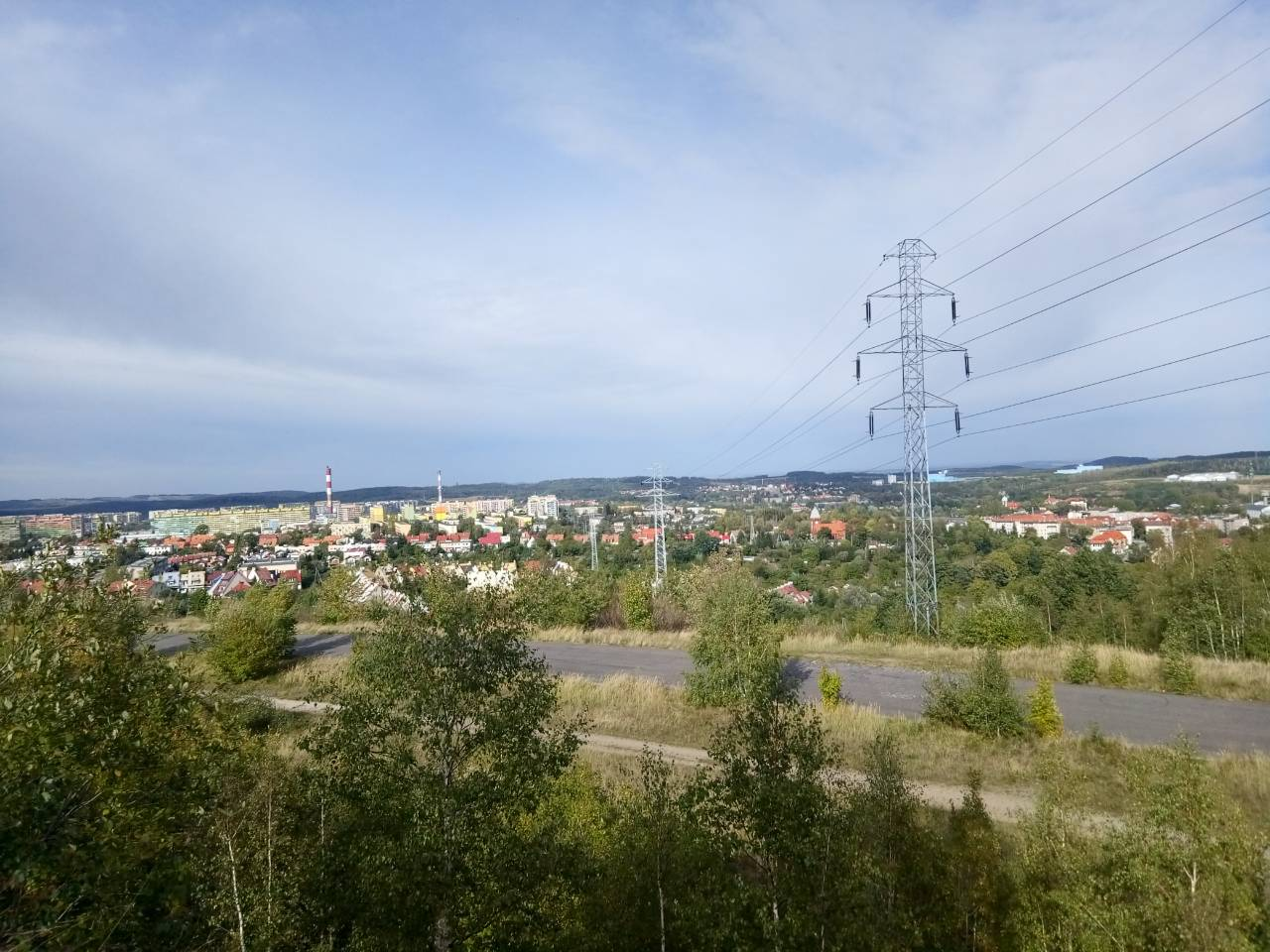

- Герхард Менцель (1894—1966) — німецький сценарист.
- У місті проживав, помер український актор, театральний діяч Демчук Теофіль Семенович,
- Кшиштоф Пливачик — польський біатлоніст, уродженець міста.

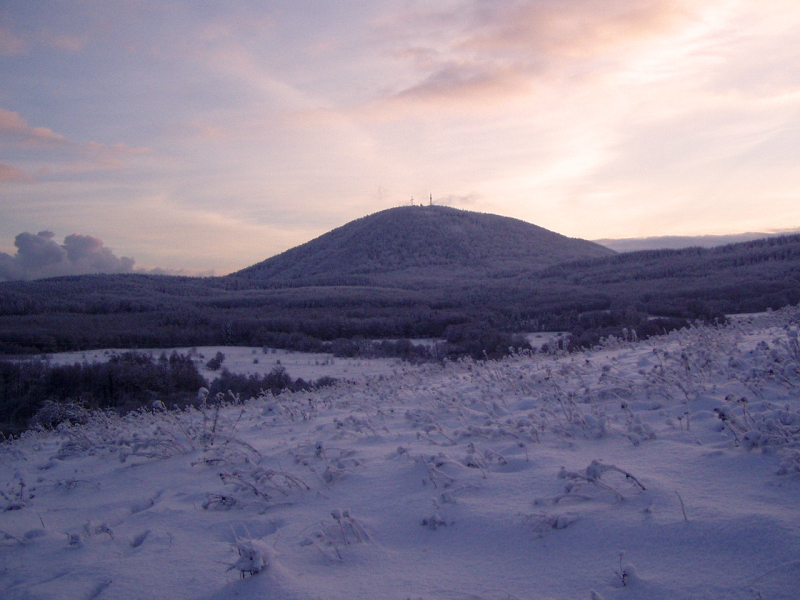
Гора Chełmiec

- Гора ChełmiecГельмут Рюффлер (1918—2001) — німецький льотчик-ас. Кавалер Лицарського хреста Залізного хреста.

## Галерея

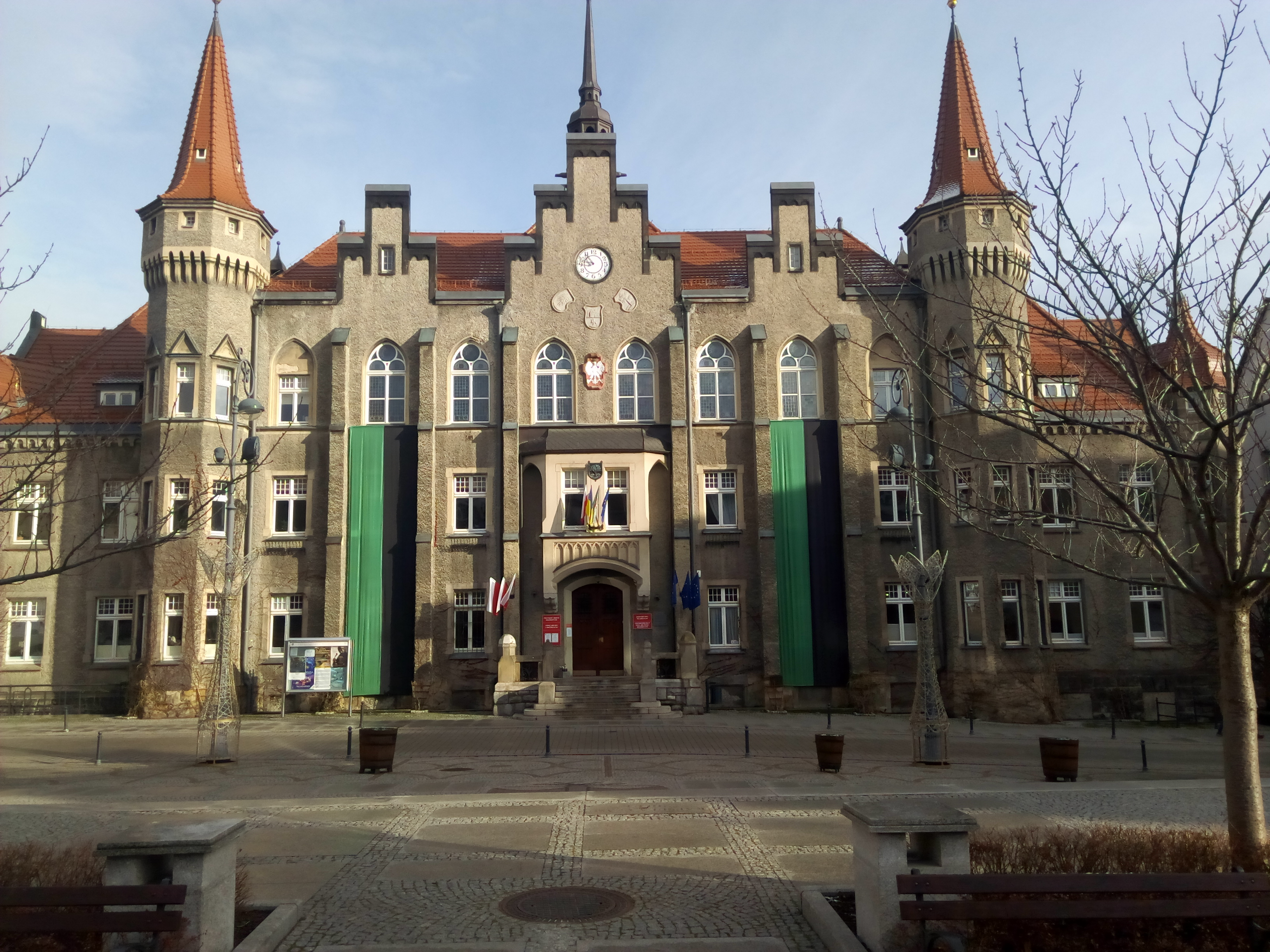
Валбжих. Міська ратуша
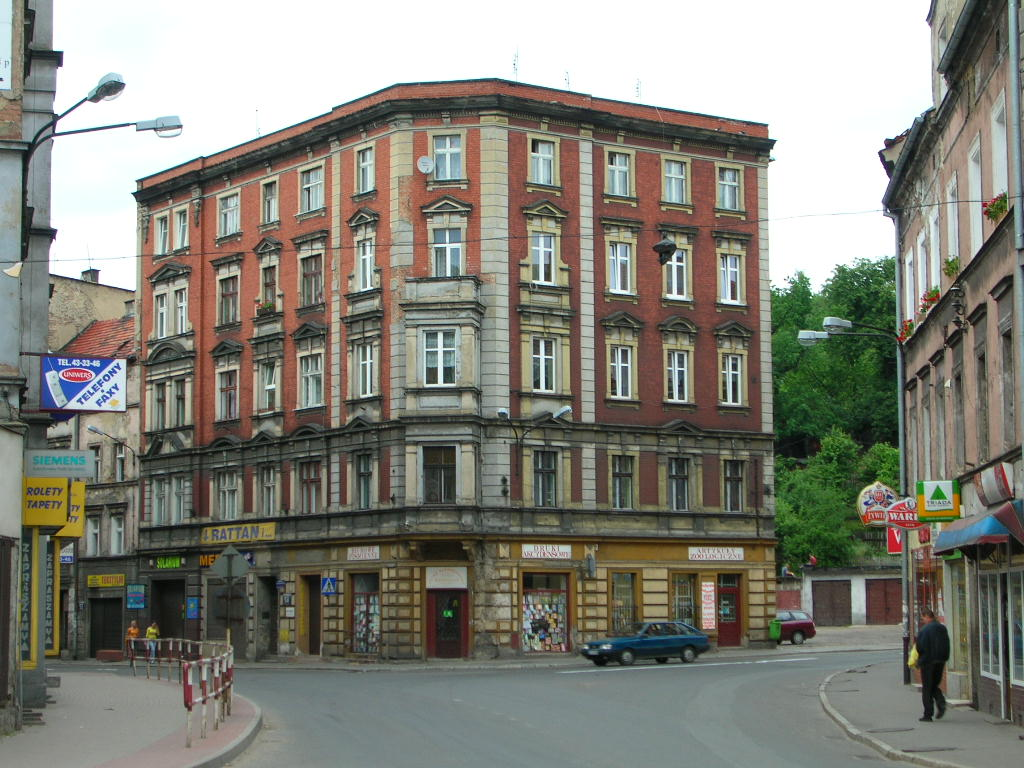
Площа Юліана Тувіма
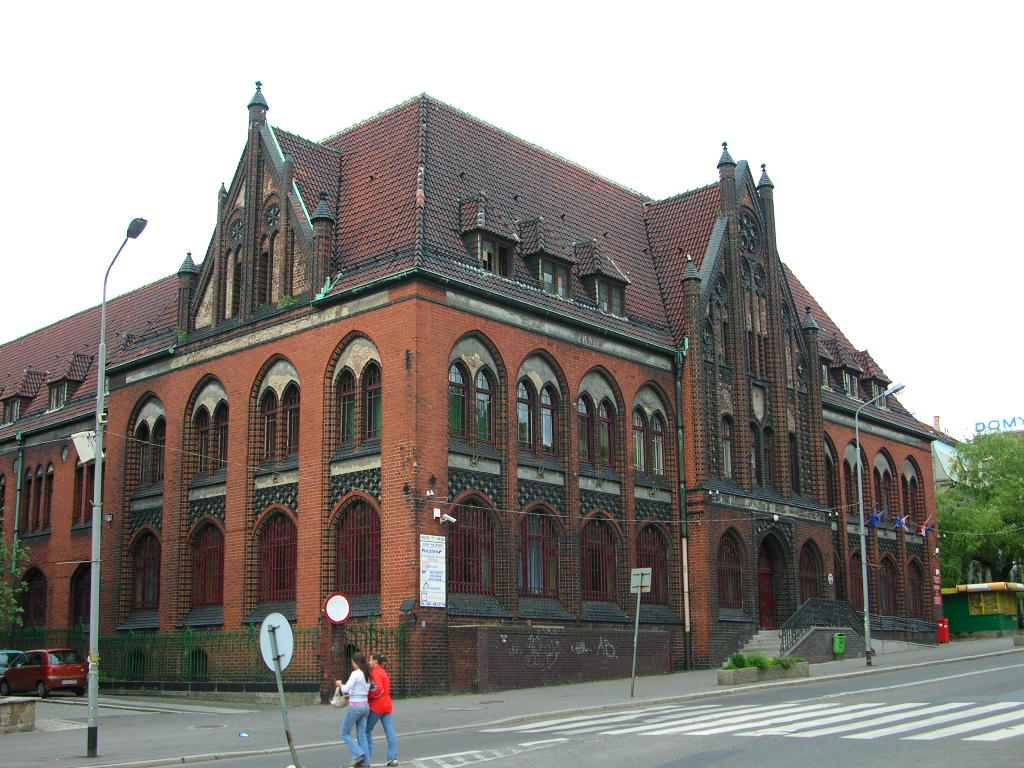
Головна пошта
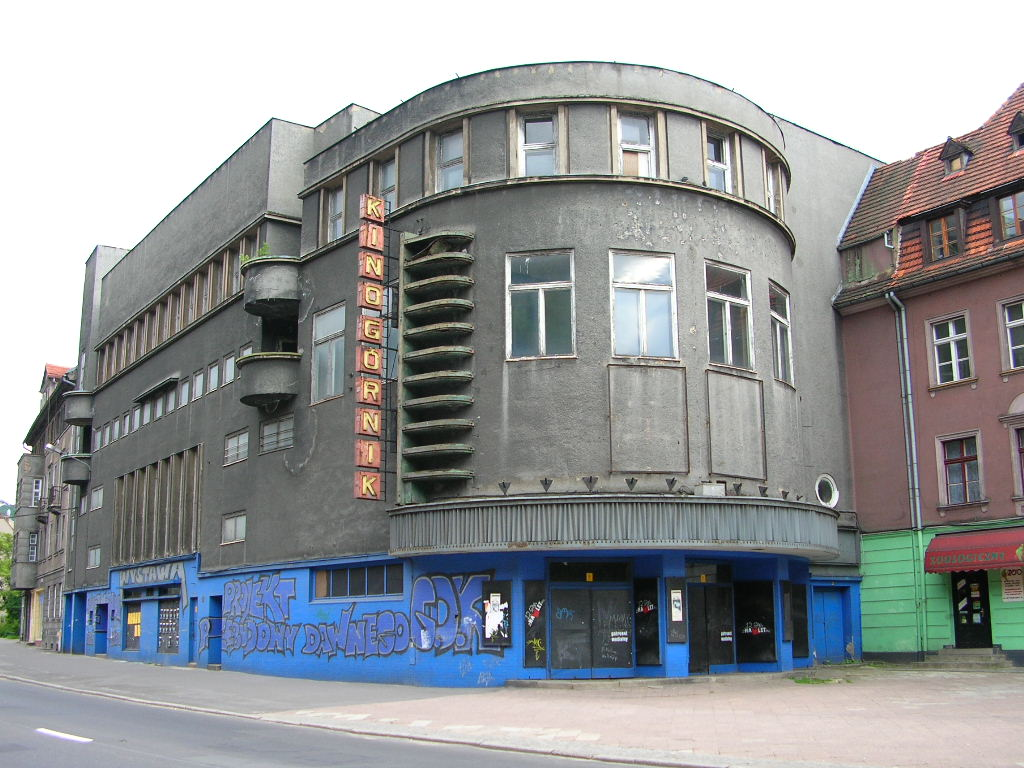
Кінотеатр «Гірник» (Górnik)
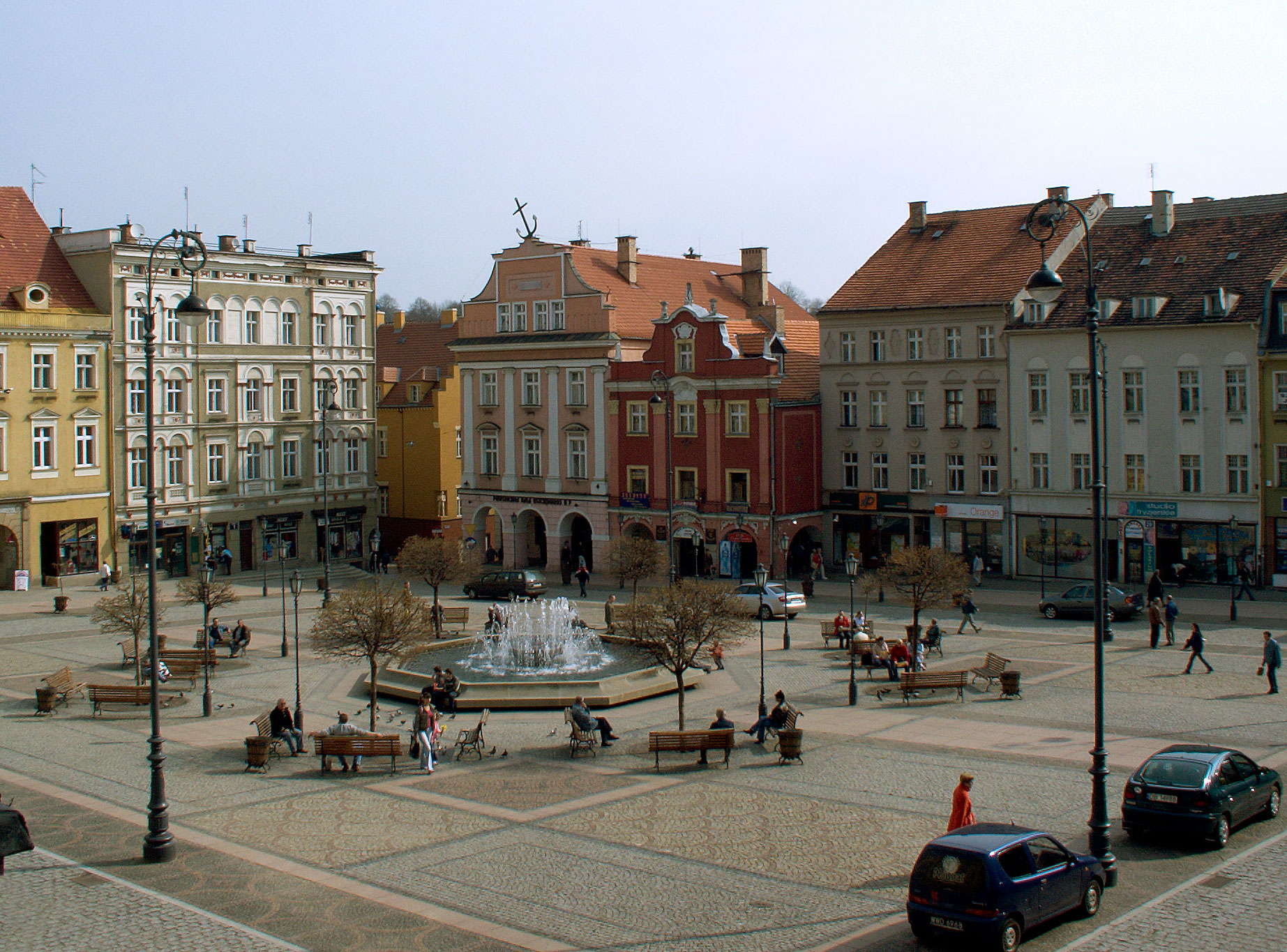
Площа Ринок у Валбжиху
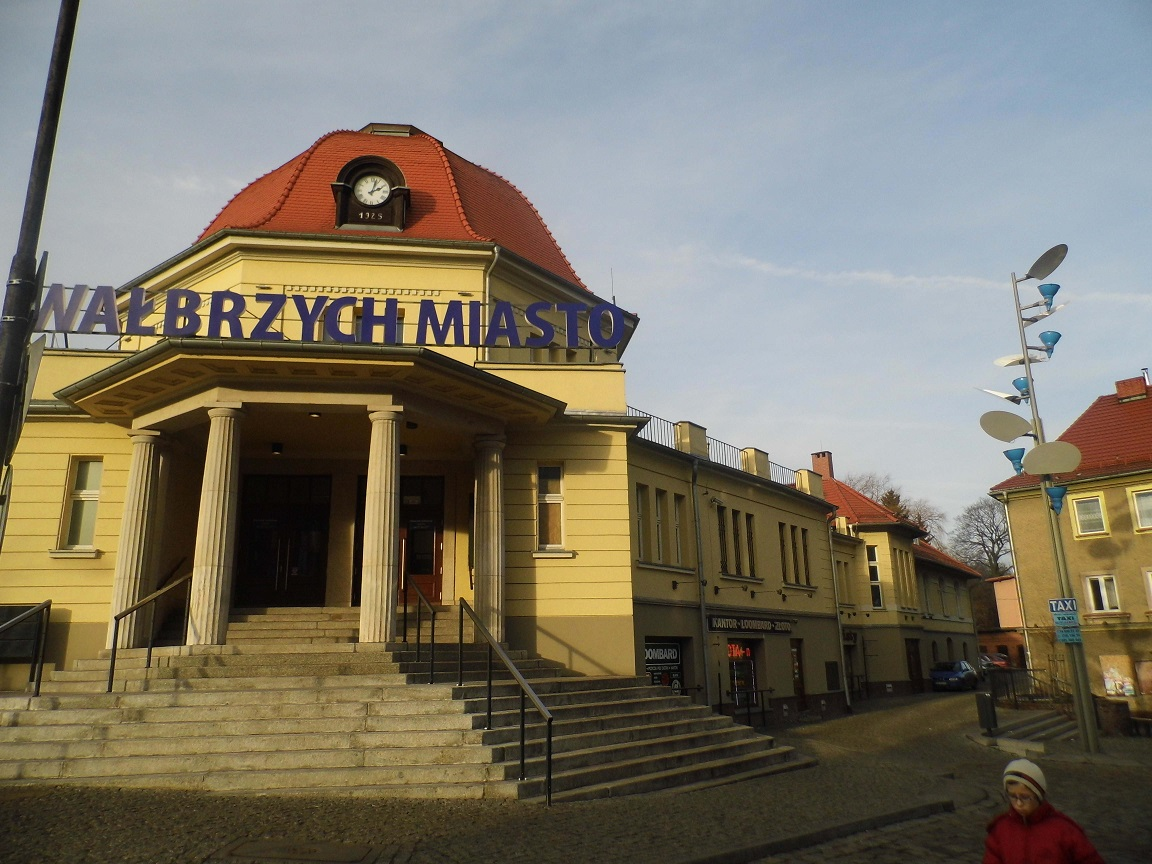
Валбжих, залізничний вокзал
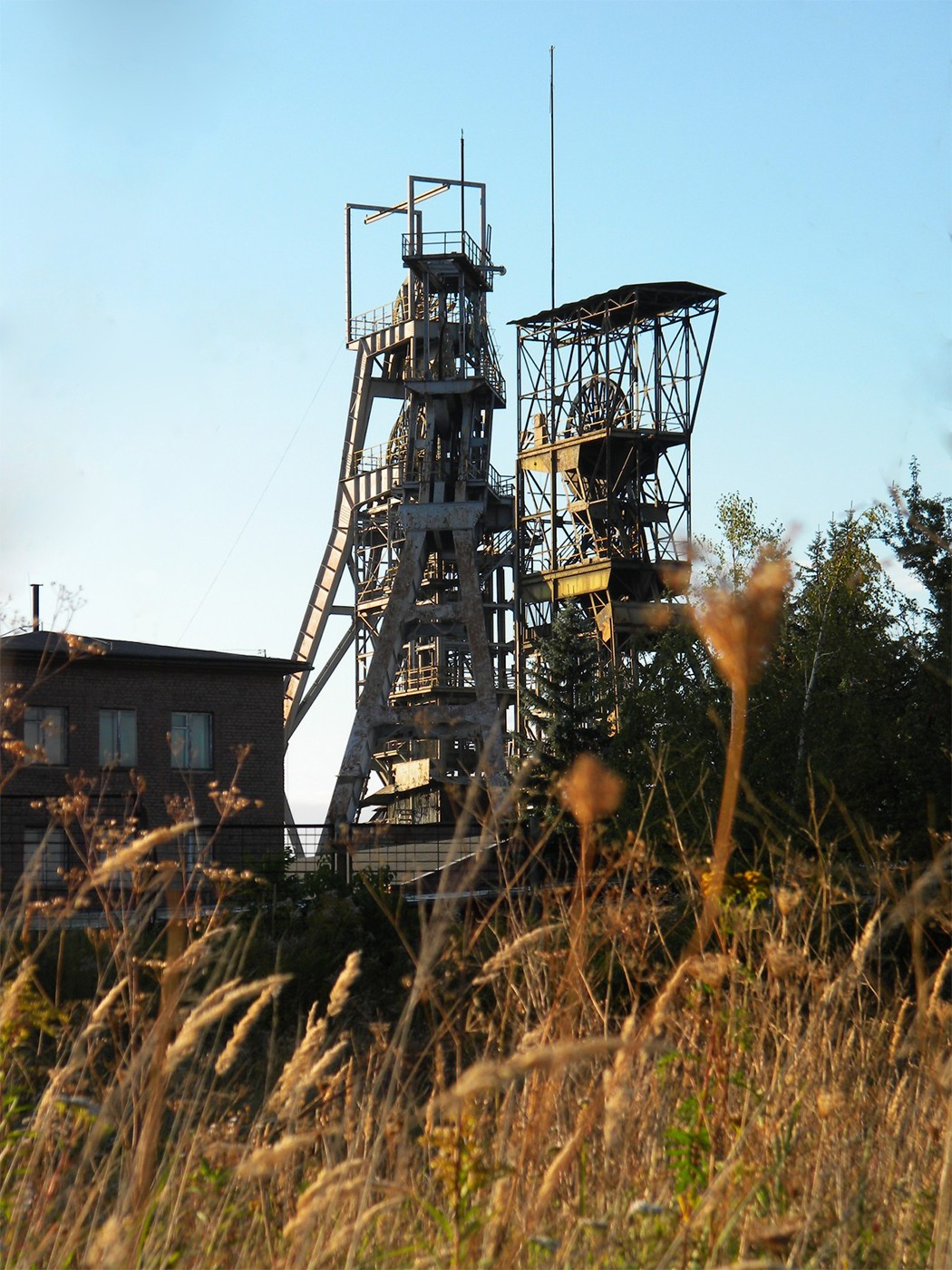
Шахта Bolesław Chrobry (Болеслав  Храбрый)
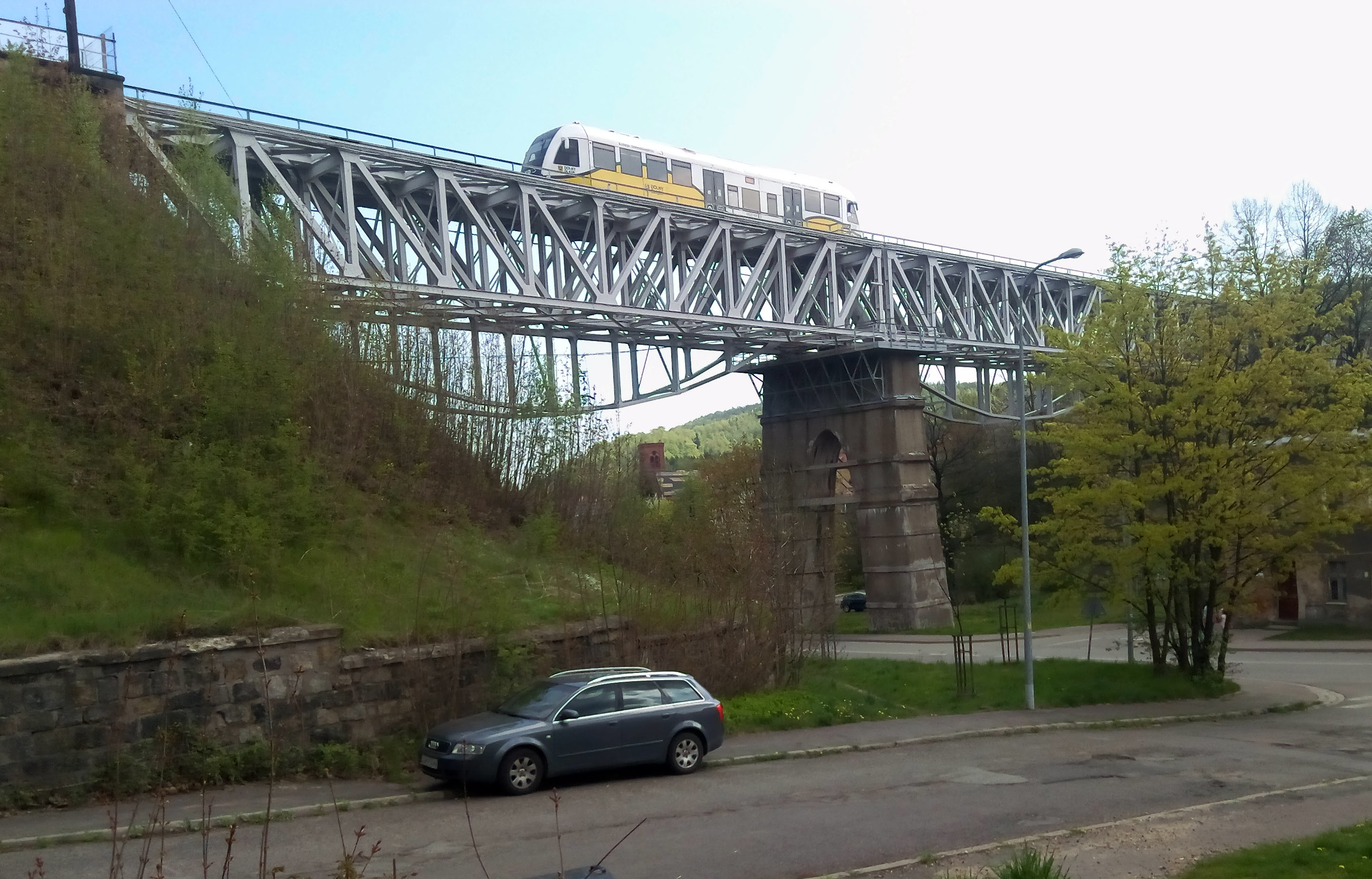
залізничний віадук